# Sdružení obcí Neveklovska

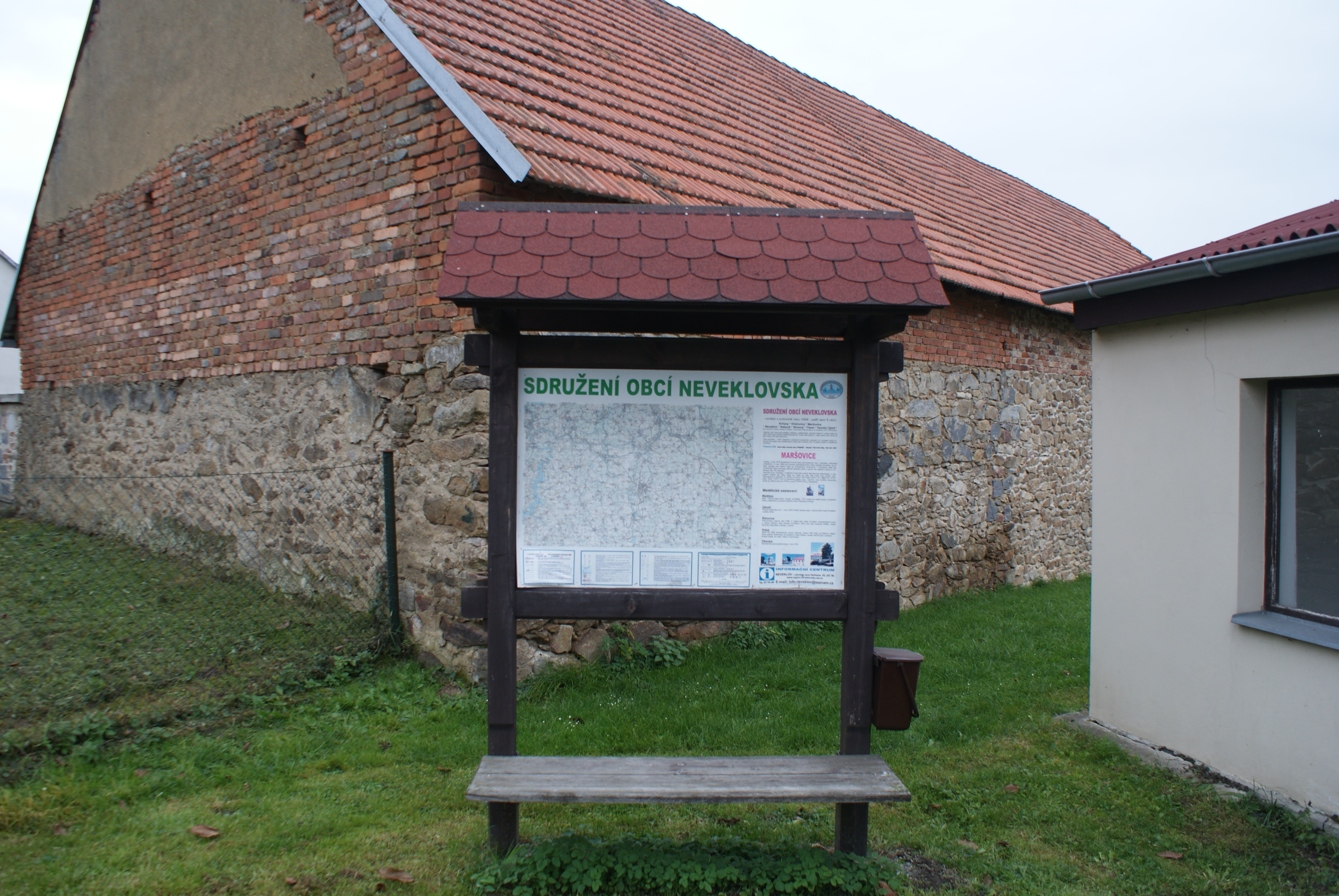
Informační tabule Sdružení

Sdružení obcí Neveklovska byl dobrovolný svazek obcí podle zákona v okresu Benešov, jeho sídlem byl Neveklov a jeho cílem byl celkový rozvoj mikroregionu, cestovní ruch. Sdružoval celkem 8 obcí a byl založen v roce 1999.

## Obce sdružené v mikroregionu
- Stranný
- Křečovice
- Maršovice
- Neveklov
- Rabyně
- Tisem
- Krňany
- Vysoký Újezd